# Al-Kuliya Al-Askariya
L'Al-Kuliya Al-Askariya (àrab: فريق الكلية العسكرية, Farīq al-Kulliyya al-ʿAskariyya, ‘Equip del Col·legi Militar’), conegut fins 1958 com a Al-Kuliya Al-Askariya Al-Malikiya (‘Col·legi Militar Reial’), fou un club iraquià de futbol de la ciutat de Bagdad.
El club va ser fundat l'any 1937 i desaparegué el 1991. Fou finalista de la primera competició disputada a l'Iraq el 1948-49. A més fou el primer guanyador del Campionat Central de Bagdad, la mateixa temporada. Es separà de la Federació el 1974, però continuà com a secció de l'exèrcit fins 1991.

## Palmarès
- Lliga de la Federació Central de futbol:[4]
  - 1948-49